# 내일까지 5분전
내일까지 5분전(深夜前的五分钟, Five Minutes to Tomorrow)은 일본, 중국에서 제작된 유키사다 이사오 감독의 2014년 미스터리, 멜로/로맨스 영화이다. 미우라 하루마 등이 주연으로 출연하였다.

## 출연

### 주연
- 미우라 하루마
- 류시시
- 장효전